# 山田大起
山田 大禧（やまだ ひろき、1982年5月19日 - ）は、長野県飯山市出身のスキージャンプ選手。旧名山田大起。
飯山市立飯山第二中学校（旧・現在は他2校と統合）から長野県飯山南高校（現長野県飯山高等学校）、北野建設を経て現在長野市スキークラブに所属している。2002年、19歳の時にソルトレイクシティオリンピック代表に選出され団体、個人ノーマルヒルに出場した。長野県出身のスキージャンプ選手としては江遠要甫、西方仁也に次いで3人目となった。
2010年4月24日、信越放送アナウンサーの生田明子と結婚。同年12月から、同じ読みで山田大禧に改名した。

## 主な競技成績
- オリンピック(2002年,ソルトレイクシティ)
  - 個人ノーマルヒル 33位
  - 団体ラージヒル 5位（原田雅彦、山田大起、宮平秀治、船木和喜）
- スキージャンプ・ワールドカップ
  - ガルミッシュ＝パルテンキルヒェン大会（2002年）（ジャンプ週間の1戦）ラージヒル4位
  - 白馬大会（2002年）ラージヒル4位
  - 札幌大会（2002年）ラージヒル7位、団体2位（宮平秀治、山田大起、葛西紀明、船木和喜）

- 国内大会の主な優勝
  - 1999.02.27(土)第11回全国高等学校選抜スキー大会
  - 2000.02.07(月)第49回全国高校スキー大会
  - 2000.12.16(土)第31回名寄ピヤシリジャンプ大会少年の部
  - 2000.12.17(日)第16回吉田杯ジャンプ大会少年の部
  - 2001.02.04(日)第50回全国高等学校スキー大会(2連覇)
  - 2001.02.21(水)第56回国民体育大会冬季大会スキー競技会少年組
  - 2003.02.15(土)第81回全日本スキー選手権大会（ノーマルヒル）兼第8回NBS北野杯白馬ジャンプ大会
  - 2003.02.25(火)第78回国民体育大会冬季大会スキー競技会成年A組

など